# Peter Ilsted

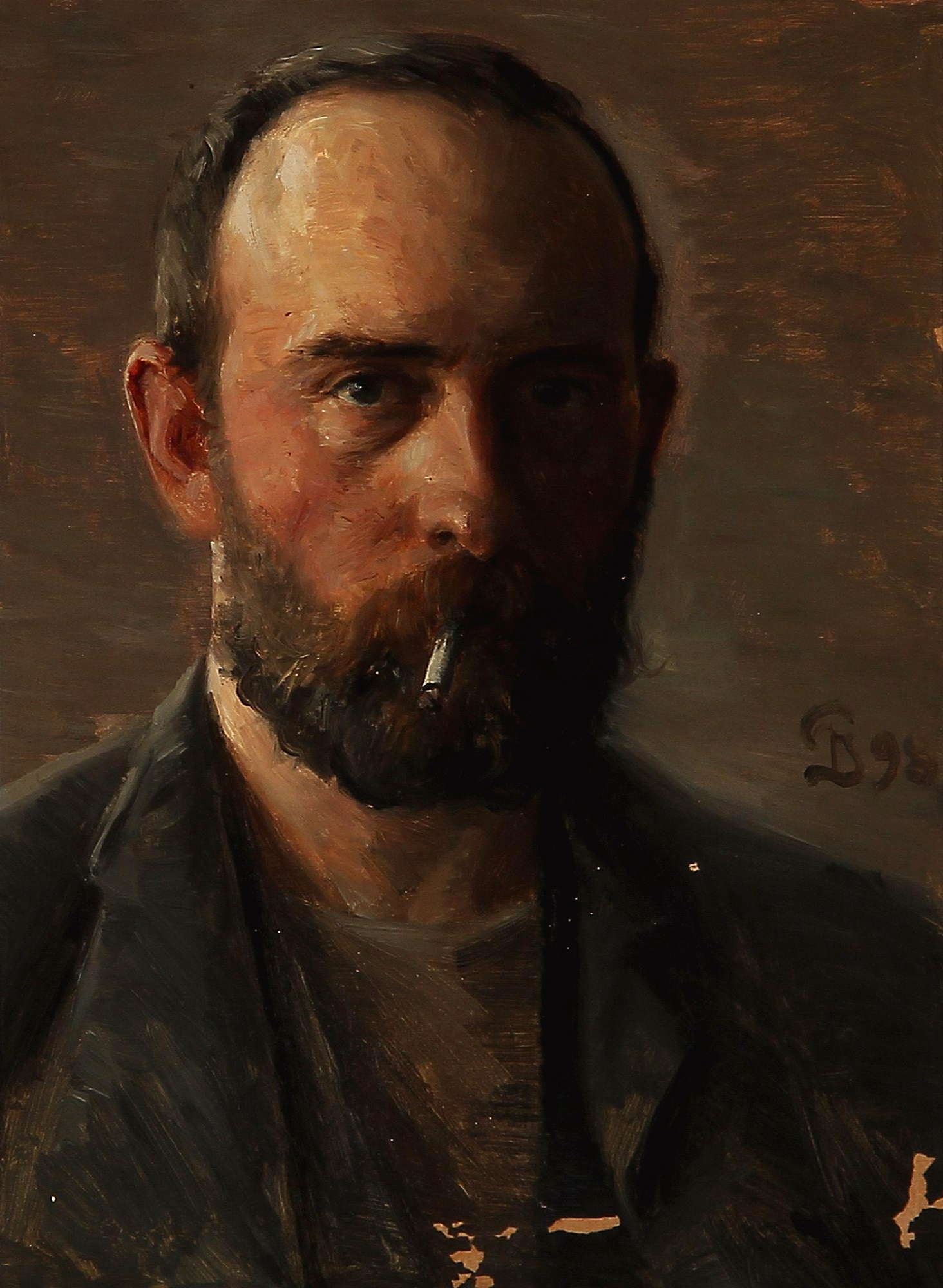
Peter Ilsted, zelfportret

Peter Ilsted (Falster, 14 februari 1861 – Kopenhagen, 1933) was een Deens kunstschilder en graficus.

## Leven en werk
Ilsted volgde aanvankelijk een technische opleiding, maar voltooide deze niet. In 1878 ging hij naar de Koninklijke Deense Kunstacademie en wijdde zich sindsdien aan de kunst. Hij exposeerde voor het eerst in 1883 en maakte in de periode daarna uitgebreide reizen naar het Nabije Oosten en later ook naar Frankrijk, Groot-Brittannië, België en Nederland. In 1889 stelde hij werk tentoon op de wereldtentoonstelling te Parijs. Samen met zijn zwager Vilhelm Hammershøi, Carl Holsøe en anderen vormde hij in de jaren 1890 het progressieve genootschap “De vrije expositie”.
De schilders van “De vrije expositie” , later ook wel de “Kopenhaagse interieur school” genoemd, richtten zich vooral op het schilderen van interieurs, met bijzondere aandacht voor de lichtinval. Ze werden sterk beïnvloed door de Hollandse genreschilders uit de zeventiende eeuw, meer in het bijzonder Johannes Vermeer. Het vakmanschap van Ilsted komt duidelijk naar voren in de gradaties van tinten en de glanzende weergave van licht. Vaak schildert hij vrouwenfiguren in schaars gemeubileerde kamers, waarin het zonlicht gefilterd door de ramen naar binnenvalt. Zijn werken zijn uiterst evenwichtig van compositie en ademen rust, netheid en tevredenheid uit. Dit in contrast met de toenmalige sociale onrust in het zuiden van Denemarken.
Ilsted maakte ook naam als graficus en werd vooral geroemd om zijn innoverend gebruik van mezzotinten. In 1907 had hij veel succes met een expositie in de Parijse salon en in 1912 te Charlottenborg met zijn mezzotint-gravures. Zijn werk werd bewonderd door James McNeill Whistler.
In 1892 huwde Ilsted apothekersdochter Louisa Petersen. Hij overleed in 1933, op 72-jarige leeftijd.
In 2001 vond een grote overzichtstentoonstelling van Ilsteds werk plaats in het Metropolitan Museum of Art te New York, samen met schilderijen van Hammershøi en Vermeer.

## Galerij

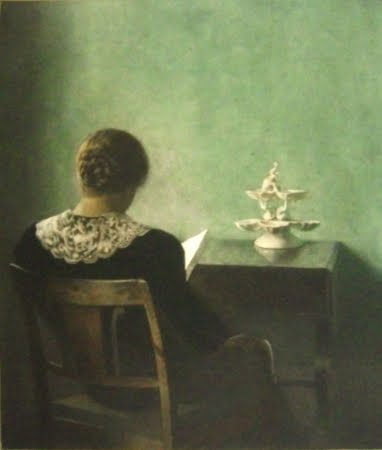
Lezende vrouw
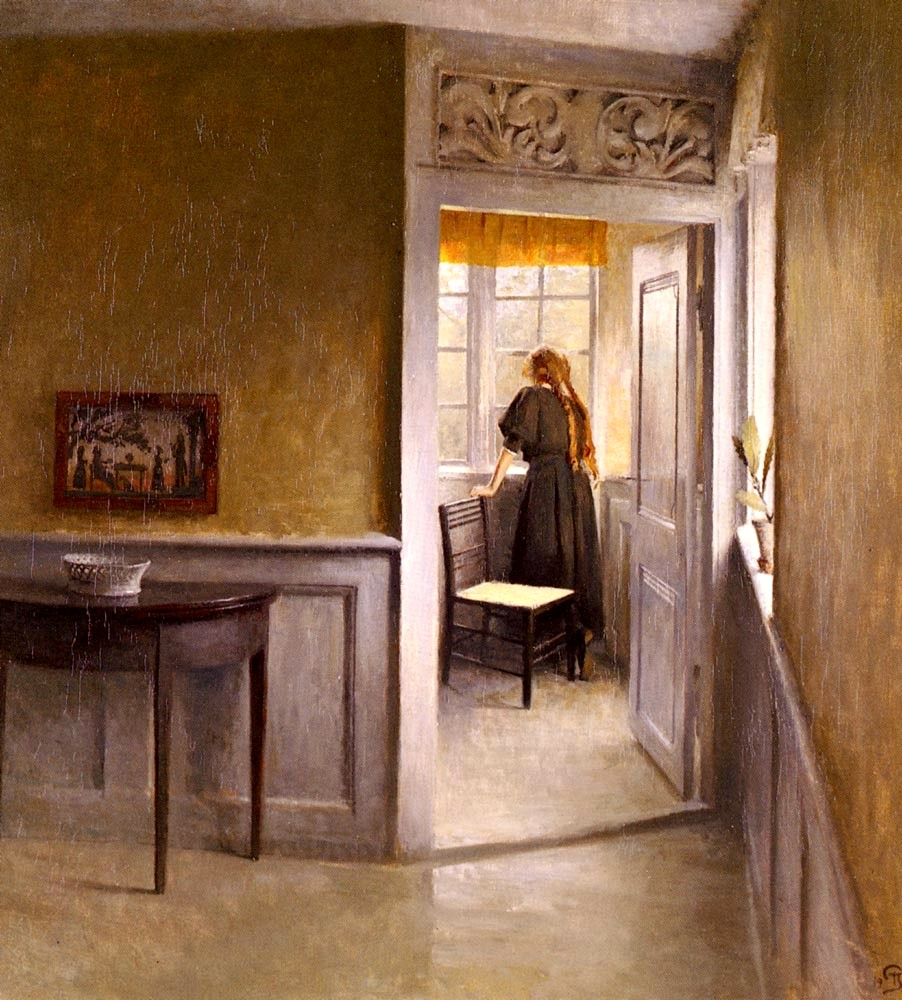
Uit het raam kijken
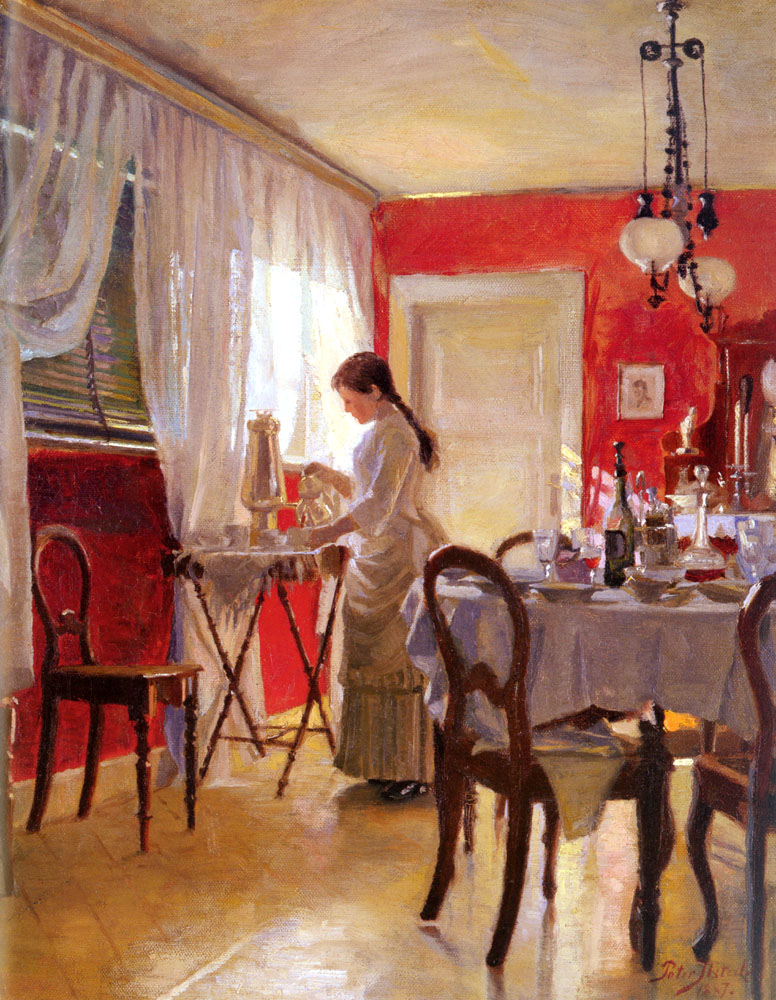
De eetkamer
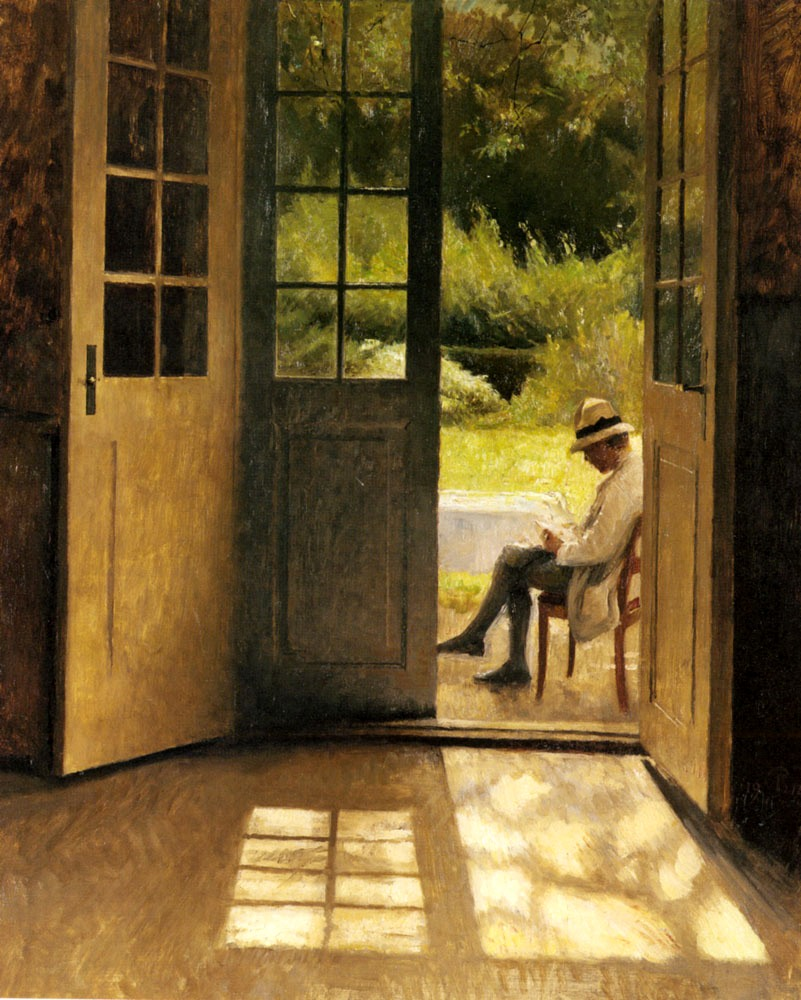
De open deur
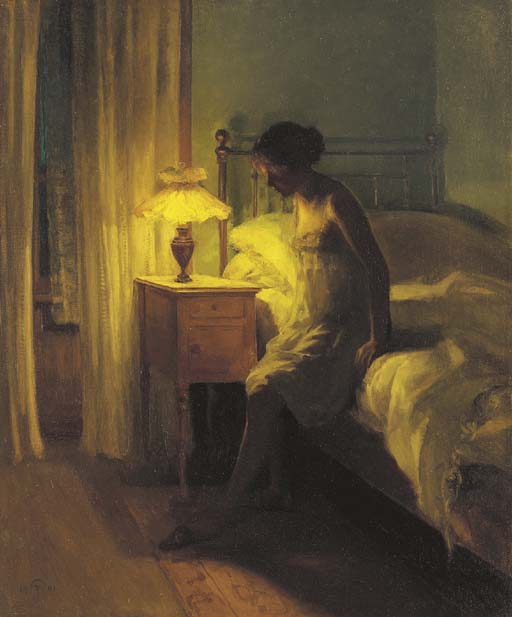
In de slaapkamer
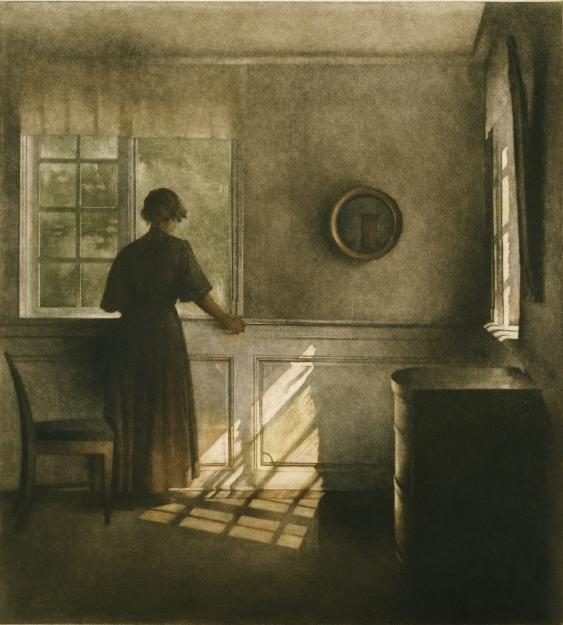
Ochtendzon
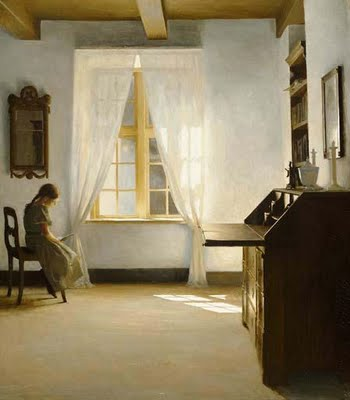
Interieur met lezend meisje
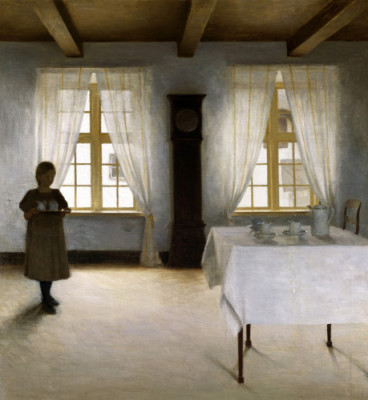
Jong meisje serveert thee
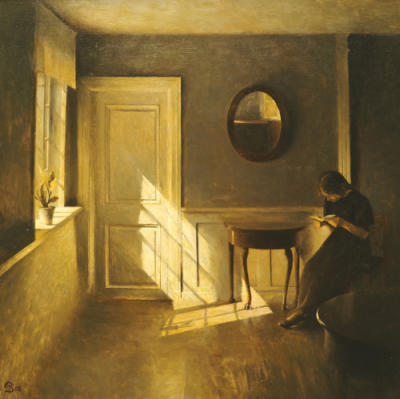
Interieur
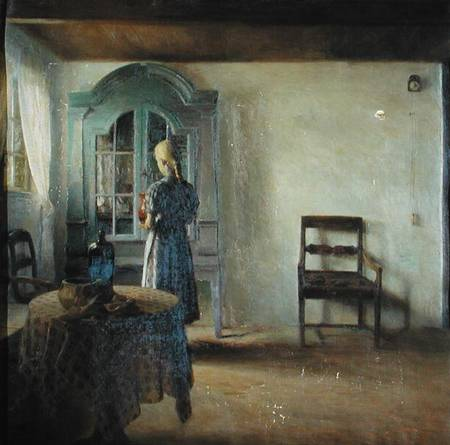
Interieur